# Chhatarpur (huyện)
Huyện Chhatarpur là một huyện thuộc bang Madhya Pradesh, Ấn Độ. Thủ phủ huyện Chhatarpur đóng ở Chhatarpur. Huyện Chhatarpur có diện tích 8687 ki lô mét vuông. Đến thời điểm năm 2001, huyện Chhatarpur có dân số 1474633 người.